# Роуз, Хью
Лорд Хью Генри Роуз, 1-й барон Стратнэрн (с 28 июля 1866) (англ. Lord Hugh Henry Rose, 1st Baron Strathnairn; 6 апреля 1801 — 16 октября 1885) — британский военный деятель, колониальный администратор, фельдмаршал (2 июня 1877).

## Ранние годы
Родился 6 апреля 1801 года в Берлине. Третий сын дипломата Джорджа Генри Роуза и Френсис Данкомб. В Берлине получил военное образование. В 1819 году поступил в Колледж Святого Иоанна в Кембридже. 8 июня 1820 года в чине энсина поступает на службу в 93-й пехотный полк. Был отправлен в Ирландию, где 20 июля 1820 года перешёл в 19-й пехотный полк. 24 октября 1821 года получил чин лейтенанта, 22 июля 1824 года — капитана, 30 декабря 1826 года — майора. 19 февраля 1829 года получил в командование роту в 92-м пехотном полку. В июле 1830 года стал шталмейстером при Герцоге Кембриджском. В июле 1832 года вернулся в 92-й пехотный полк, который был расквартирован в Типперэри в Ирландии. В 1833 году, в составе полка, переведён на службу в Гибралтар. С 1836 года служил на Мальте. 17 сентября 1839 года получил чин подполковника.

## Служба в Сирии
В ноябре 1840 года, в составе группы военных советников, с временным чином полковника отправлен в Сирию, содействовать турецким войскам войне с Мухаммедом Али. В январе 1841 года в бою при Эль-Месдене Роуз состоял при турецком командующем Омер-паше в качестве генерал-адъютанта и заместителя по персоналу. Позже, в том же году был назначен старшим среди британских советников паши.
В августе 1841 года был назначен генеральным консулом Британии в Сирии и Ливане. Принимал участие в разрешении конфликта между друзами и маронитами, однажды даже с опасностью для своей жизни. В другой раз в горах Ливана он спас жизнь 700 американским миссионерам и сопровождал их до Бейрута, путь к которому прошёл пешком, уступив свою лошадь старой женщине.

## Служба в Стамбуле
В январе 1848 года перешёл на дипломатическую службу. В январе 1851 года назначен секретарём британского посольства в Стамбуле. Во время отсутствия в Стамбуле британского посла Стрэтфорда-Каннинга, исполнял обязанности поверенного в делах. В этот период обострились отношения Великобритании и Турции с Россией, из-за претензий последней на протекторат над христианами Османской империи. Роуз во многом способствовал срыву попытки российских дипломатов навязать договор Османской империи. 11 ноября 1851 года ему был присвоен временный, а уже 11 июня 1852 года — постоянный чин полковника.

## Крымская война
В начале Крымской войны назначен британским комиссаром в штабе французских экспедиционных войск. 8 апреля 1854 года получил временный чин бригадира. Принял личное участие в тушении пожара на французском складе боеприпасов. В составе 1-го батальона зуавов участвовал в сражениях при Альме, Инкермане, первом штурме Малахова кургана (18 июня 1855 года). 12 декабря 1854 года получил чин генерал-майора.

## Служба в Индии
Когда в Индии началось восстание сипаев, Роуз в был назначен командовать дивизией в Пуне. Вступив в должность сентябре 1857 года, он выступил в Центральную Индию. Поддержку ему оказывал низам Хайдарабада. В январе 1858 года Роуз, выступив из Маху, после непродолжительной осады взял Рахатгарх, затем нанёс поражение радже Банапура при Вадодаре, взял город Сагар и крепость Гархакота, а затем разбил повстанцев при Маданпуре.
10 марта войска Роуза осадили Джханси. 1 апреля на реке Бетва Роуз нанёс поражение Тантия Топи, выступившему на деблокаду Джханси. 4 апреля Джханси был взят штурмом. Всё население города было перебито. Руководившая обороной города рани Лакшми-бай сумела бежать в Калпи, на соединение с войском Тантия Топи. В мае войска Роуза взяли Конч и Калпи. Вскоре Роуз заболел. Его преемником был назначен Нейпир. Однако, прежде чем прибыл Нейпир к восстанию присоединился магараджа Гвалиора. Роуз вновь принял командование и уже в июне взял Гвалиор.
28 февраля 1860 года Роуз получил чин генерал-лейтенанта. В следующем месяце он был назначен командующим Бомбейской армией. 18 мая 1860 года ему был присвоен временный чин генерала. В ноябре 1860 года сменил Кэмпбелла на посту главнокомандующего британскими войсками в Индии.

## Последние годы
В 1865 году Роуз стал Почётным Доктором Гражданского права Оксфордского университета. В июле 1865 года он был назначен главнокомандующим британскими войсками в Ирландии во временном чине генерала. Подавил движение фениев. 28 июля 1866 года возведён в пэрское достоинство с титулом барон Стратнэрн. 4 февраля 1867 года получил чин полного генерала. В 1870 году сложил себя полномочия главнокомандующего в Ирландии. В том же году стал Почётным Доктором Юридических наук Тринити-колледжа в Дублине. После возвращения в Англию, проживал в поместье Ньюселлс-Парк, графство Хэмпшир. Был Почётным полковником 45-го пехотного полка, 26-го добровольческого корпуса, 92-го пехотного полка, а затем Королевской конной гвардии. 2 июня 1877 года получил чин фельдмаршала. Умер 16 октября 1885 года в Париже. Похоронен на кладбище возле Приорской церкви в Крайстчёрче, графство Хэмпшир. Никогда не был женат и не оставил потомства.
В 1895 году в Лондоне на Найтсбридж Хью Генри Роузу, 1-му барону Стратнэрн был установлен бронзовый конный памятник работы скульптора Форда. В 1931 году памятник был демонтирован. В настоящее время памятник находится в Григгс-Гринне, графство Хэмпшир.

## Воинские звания
- энсин (8 июня 1820)
- лейтенант (24 октября 1821)
- капитан (22 июля 1824)
- майор (30 декабря 1826)
- подполковник (17 сентября 1839)
- полковник (11 июня 1852)
- генерал-майор (12 декабря 1854)
- генерал-лейтенант (28 февраля 1860)
- генерал (4 февраля 1867)
- фельдмаршал (2 июня 1877)

## Награды
- Рыцарь Большого креста Ордена Бани (6 июля 1858)
- Рыцарь-командор Ордена Бани (16 октября 1855)
- Рыцарь Ордена Бани (23 февраля 1842)
- Рыцарь — великий командор Ордена Звезды Индии (25 июня 1861)
- Орден Меджидие 3-го класса (Османская империя, 2 марта 1858)
- Орден Святого Иоанна Иерусалимского (Пруссия, 6 марта 1849)
- Командор Ордена Почётного легиона (Франция, 2 августа 1856)